# Bitwa pod Iganiami

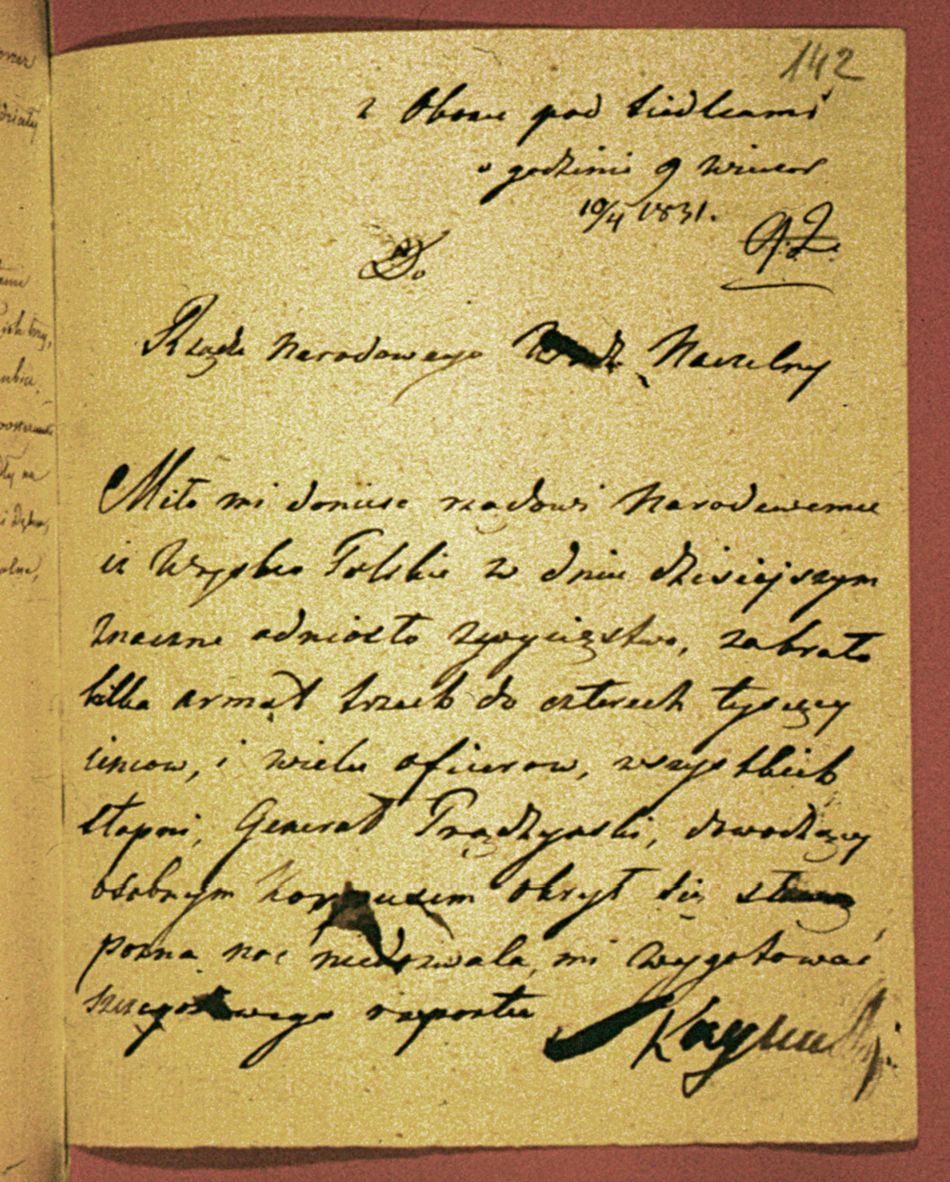
Notatka Jana Skrzyneckiego dla Rządu Narodowego o zwycięstwie w bitwie pod Iganiami i roli gen. Ignacego Prądzyńskiego

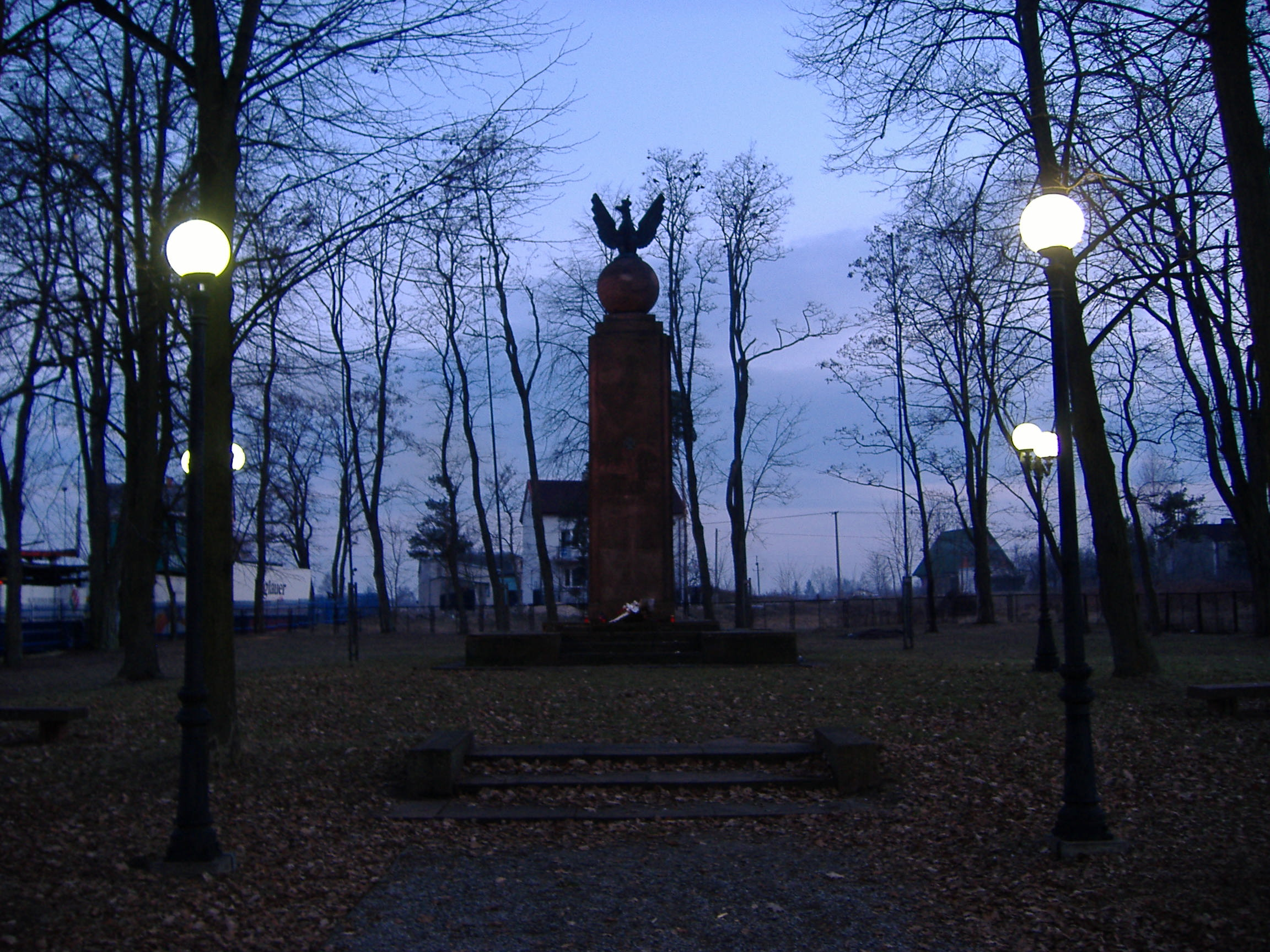
Pomnik upamiętniający bitwę, Nowe Iganie

Bitwa pod Iganiami – bitwa stoczona 10 kwietnia 1831 roku przez wojska polskie pod dowództwem generała Ignacego Prądzyńskiego (11 000 żołnierzy i 16 dział) z korpusem rosyjskim dowodzonym przez generała Grigorija Rosena. Zwycięstwo Polaków nie zostało jednak wykorzystane politycznie.
- Straty Rosjan wyniosły: około 1500 zabitych, 3000 dostało się do niewoli.
- Straty Polaków: około 400 zabitych i rannych.

## Przebieg bitwy
Podczas drugiej fazy polskiej ofensywy, która prowadzona była na Siedlce, grupa generała Prądzyńskiego szła na Wodynie ku szosie brzeskiej. W trakcie marszu Prądzyński natknął się na rosyjski VI korpus dowodzony przez generała Rosena, który cofał się szosą brzeską do Siedlec, gdzie znajdowały się rosyjskie magazyny wojskowe z parkiem artyleryjskim liczącym 60 dział.
Prądzyński rozpoczął atak około godz. 15.00, licząc, że w trakcie bitwy nadejdą pozostałe polskie grupy, z pomocą których korpus Rosena zostanie otoczony i zniszczony. Do natarcia ruszył gen. Ludwik Kicki wspierany przez baterię konnej artylerii mjr. Józefa Bema. Po wyjściu na równinę Polacy dostali się pod silny ogień 28 dział rosyjskich z drugiego brzegu rzeki Muchawki. Niewystarczający zasięg artylerii polskiej uniemożliwiał odpowiedź na ten ostrzał. Mimo znacznych strat natarcie, któremu drogę torowała artyleria Bema, posuwało się naprzód i w końcu nacierający na prawym skrzydle 8 pułk piechoty opanował wschodnią część Igań. Wówczas gen. Rosen wysłał ze wschodniego brzegu Muchawki 3 bataliony jegrów (wsławionych w wojnie z Turcją), które przeszły most i uderzyły na osłabiony walką 8 pułk. Wyparły go ze wsi i zaczęły spychać na pozycje wyjściowe. 
W tym samym czasie pojawiły się jednostki rosyjskie wycofujące się spod Kostrzyna. Gen. Faesi zszedł z szosy siedleckiej i zamierzał włączyć się do bitwy. Wówczas gen. Ignacy Prądzyński udał się na swoje lewe skrzydło i osobiście poprowadził do natarcia na jazdę Sieviersa 6 batalionów piechoty. Rosjanie nie wytrzymali i zaczęli się cofać. Ich opuszczone pozycje zajęły jednak siły 2 pułków piechoty Faesiego. Prądzyński do ataku na te stanowiska wydzielił 1 pułk piechoty. Sam na czele 5 pułku zmienił kierunek ataku i ruszył przez Iganie na bok i tyły jegrów nacierających na 8 pułk piechoty. Artyleria rosyjska spoza Muchawki wstrzymała ogień, aby nie razić własnych żołnierzy. Prądzyński, chcąc to wykorzystać, zaatakował rosyjskie tyły. Piechota rosyjska w Iganiach próbowała stawiać opór, została jednak zniesiona w ataku na bagnety. Widząc groźbę odcięcia odwrotu, Rosjanie przerwali atak na 8 pułk i próbowali ogniem zatrzymać natarcie Prądzyńskiego. Kiedy nie odniosło to żadnego rezultatu przerwali ostrzał i ruszyli biegiem w kierunku przeprawy na Muchawce. Rozpoczął się wyścig do mostu. Od rezultatu tej gonitwy zależał wynik bitwy. Polacy byli pierwsi. Rozpędzeni wpadli na rozciągniętą kolumnę rosyjską. Po krótkiej, zażartej walce opanowali przeprawę. Jedynie część Rosjan zdołała przejść na drugi brzeg, reszta pozbawiona możliwości odwrotu złożyła broń. Wcześniej za Muchawkę zdołała ujść jazda Sieviersa i 2 pułki piechoty. Bitwa skończyła się ok. 19.00. Straty rosyjskie wyniosły ok. 5 tys. ludzi w zabitych, rannych i jeńcach. Polacy stracili ok. 400 żołnierzy. Korpus Rosena został wyeliminowany z walki i odesłany do Brześcia nad Bugiem. Niestety, nieudolność działań Skrzyneckiego, który dopiero po bitwie zjawił się wraz ze swą grupą, ocaliła Rosena od całkowitej klęski i uniemożliwiła zajęcie Siedlec. Prądzyński nalegał na kontynuowanie natarcia, jednak Skrzynecki odmówił. Gdy Dybicz niebezpiecznie zbliżył się już do Siedlec, Skrzynecki zarządził odwrót.